# Drajkovce
Drajkovce (în albaneză Drajkofcë; în sârbă Драјковце, cu alfabetul latin: Drajkovce) este un sat din municipiul Štrpce din Kosovo.
În timpul revoltelor din 2004, sârbii Dobri Stolici și fiul său, Borko Stolici, au fost uciși de albanezii extremiști la data de 17 martie, ora 18:00. Dobri a ieșit din casă și a fost ucis de un necunoscut. Borko, a murit la fel la rândul său, când a ieșit afară, auzind focuri de mitralieră.